# Arbetsmarknadsverket
Arbetsmarknadsverket (AMV) var en svensk statlig myndighet som lades ner 1 januari 2008. Verket omfattade Arbetsmarknadsstyrelsen (Ams) och de tjugo numera nedlagda länsarbetsnämnderna. I länsarbetsnämnderna ingick sammanlagt cirka 325 lokala kontor, arbetsförmedlingar samt ett antal Arbetsmarknadsinstitut (Ami) som främst arbetade med yrkesvägledning och funktionshindrades möjligheter att få arbete.
Verkets uppgifter togs 1 januari 2008 över av den då nybildade myndigheten Arbetsförmedlingen.